# Juan Manuel López Sirotta
Juan Manuel López Sirotta más conocido como "Manolo López" (Buenos Aires, Argentina; 17 de julio de 1981) es un comunicador social y director técnico argentino. Actualmente es asistente técnico del Junior de Colombia.

## Trayectoria
Sus primeras experiencias como entrenador se dieron dirigiendo a cinco equipos (Vecinos Unidos, Deportivo Independiente, Juventud Agraria, Recreativo Elenense y Sportivo Belgrano de Almafuerte) de la Liga Regional Rioterceserense de Fútbol, Quinta y Sexta División de Argentina por nivel jerárquico. 
En 2019 fue ayudante técnico de Germán Corengia en Unión San Felipe, para el mismo llegar a Colombia, como asistente técnico de Juan Cruz Real en Jaguares de Córdoba. En 2020 es secretario técnico del Deportivo Cali y posteriormente, en 2022, vuelve a ser asistente técnico de Juan Cruz Real en el Junior de Barranquilla.
Tras salir de Junior de Barranquilla, reaparece en el FPC en octubre de 2022, siendo nombrado como nuevo entrenador del Patriotas Boyacá en reemplazo de Cheche Hernández, siendo el tercer DT de nacionalidad argentina en asumir el cargo tras Mario Vanemerak y el Nene Díaz, aunque valga aclarar que por ya haber estado en el cuerpo técnico del Junior de Barranquilla en la misma temporada su asistente técnico (Fabián Torres) fue el que estuvo dirigiendo en el terreno de juego durante los partidos ya que el por la reglamentación de la Dimayor Manolo no podía.
El 22 de mayo de 2023 es anunciado como nuevo entrenador de Unión San Felipe de la Primera B de Chile. Luego de terminar en la 8° posición en la temporada regular, el 17 de octubre es anunciada su desvinculación del equipo chileno. El 6 de diciembre de 2023, es anunciada su contratación por San Luis de la Primera B chilena, con vistas a la temporada 2024. Luego de cuatro fechas, y tras una derrota histórica como local por 0:5 ante Deportes Limache, el 18 de marzo de 2024 se anunció su renuncia al banco del equipo quillotano.

## Clubes

### Otros puestos
| Club                 | País      | Año       | Rol                   |
| -------------------- | --------- | --------- | --------------------- |
| Instituto de Córdoba | Argentina | 2016-2017 | Asistente audiovisual |
| Alianza Petrolera    | Colombia  | 2017      | Asistente técnico     |
| Unión San Felipe     | Chile     | 2019      | Asistente técnico     |
| Jaguares de Córdoba  | Colombia  | 2019      | Asistente técnico     |
| Deportivo Cali       | Colombia  | 2020      | Asistente técnico     |
| Junior               | Colombia  | 2022      | Asistente técnico     |
| Patriotas Boyacá     | Colombia  | 2022      | Asistente técnico     |
| Unión Magdalena      | Colombia  | 2023      | Asistente técnico     |
| Deportivo Cali       | Colombia  | 2025      | Asistente técnico     |
| Junior               | Colombia  | 2025      | Asistente técnico     |

### Como entrenador
| Club                    | País      | Año       | PJ              | PG              | PE              | PP              | Rendimiento     |
| ----------------------- | --------- | --------- | --------------- | --------------- | --------------- | --------------- | --------------- |
| Vecinos Unidos          | Argentina | 2013      | Sin información | Sin información | Sin información | Sin información | Sin información |
| Deportivo Independiente | Argentina | 2014-2016 | Sin información | Sin información | Sin información | Sin información | Sin información |
| Juventud Agraria        | Argentina | 2017      | Sin información | Sin información | Sin información | Sin información | Sin información |
| Recreativo Elenense     | Argentina | 2018      | Sin información | Sin información | Sin información | Sin información | Sin información |
| Sportivo Belgrano       | Argentina | 2018-2019 | Sin información | Sin información | Sin información | Sin información | Sin información |
| Unión San Felipe        | Chile     | 2023      | 18              | 6               | 5               | 7               | 42.59%          |
| San Luis                | Chile     | 2024      | 3               | 1               | 0               | 2               | 33.33%          |
| Total                   | Total     | Total     | 21              | 7               | 5               | 9               | 41.27%          |